# سد مروانی
سد مروانی (به عربی: سد وادی المروانی) یک سد است که در استان مکه، عربستان سعودی واقع شده است.